# 分布式块存储
分布式块存储是一种電腦數據存貯器体系结构，其数据跨多个物理服务器存储在卷（称为块）中，这与其他存储体系结构（如将数据作为文件层次结构管理数据的文件系统和将数据作为文件结构进行管理的对象存储）相反对象。常见的分布式块存储系统是存储区域网络（SAN）。

## 分布式存储
与集中式存储相反，分布式存储通常采用存储单元集群的形式，并具有在集群节点之间进行数据同步和协调的机制。分布式存储最初是由Google提出的，其目的是通过廉价服务器解决大规模，高并发情况下的Web访问问题。
分布式存储具有几个优点：
- 可扩展性-支持通过在系统中添加或删除存储单元来水平扩展存储系统。
- 冗余-在多台服务器之间存储相同数据的复制，以实现高可用性， 备份和灾难恢复目的。
- 节省成本 -可以使用更便宜的商品服务器以低成本存储大量 数据。
- 性能-在某些情况下，性能比单个服务器更好，例如，它可以将数据存储在离其使用者更近的位置，或者允许大规模并行访问大文件。

## 块存储
块存储可将数据与用户环境分离，并允许将数据分布在多个环境
中。存储被组织为具有唯一标识符的块，通过它们可以将其存储和检索为单独的硬盘驱动器，并且操作系统可以连接到它们。这是存储，使用和管理数据的有效且可靠的方式。块存储几乎可以用于任何类型的应用程序，包括但不限于数据库存储和虚拟化平台存储。
通常通过ISCSI， 光纤通道 或以太网光纤通道（FCoE）协议访问存储块 。块存储为任务关键型应用的高性能 和可提供高I/O性能和低延迟。它通常在 存储区域网络环境中代替文件存储。
典型的分布式块存储是存储资源盘活系统HBlock，能够充分整合不同架构(如x86、ARM、LoongArch等)、不同配置的服务器资源,高效搭建分布式存储集群,提供高性能、高可用的块存储服务。

## 外部連結
- Distributed Storage: What’s Inside Amazon S3? （页面存档备份，存于） cloudian
- What is Block Storage? （页面存档备份，存于） IBM